# Pietro Mastino
Pietro Mastino (Nuoro, 24 gennaio 1883 – Nuoro, 19 marzo 1969) è stato un politico italiano.

## Biografia
Di professione avvocato, viene eletto per la prima volta alla Camera nel 1919, e confermato poi nel 1921 e nel 1924; fu quindi dichiarato decaduto nella seduta del 9 novembre 1926 per aver partecipato alla secessione aventiniana.
Massone, membro del Grande Oriente d'Italia, raggiunse il 32º grado del Rito scozzese antico ed accettato dopo il 1919. 
Nel 1921, fu con Emilio Lussu e Camillo Bellieni tra i fondatori del Partito Sardo d'Azione.
Divenuto leader a Nuoro dell'antifascismo borghese, con la fine del regime fascista lavorò alla ricostituzione del PSd'Az, in cui sostenne una linea più moderata rispetto all'indirizzo verso sinistra che aveva Lussu.
Nell'immediato dopoguerra fu nominato nella Consulta Nazionale e divenne sottosegretario al Tesoro con delega per i "Danni di guerra" nel 1945-1946 (Governo Parri e Governo De Gasperi I). Nel 1946 entrò quindi nella consulta regionale per l'elaborazione dello statuto della Sardegna autonoma. Una volta eletto per il PSd'Az all'Assemblea Costituente, si batté per dare maggiori competenze allo statuto speciale sardo.
Il 18 aprile 1948 fu nominato senatore di diritto della I legislatura della Repubblica Italiana, e formò, insieme a altri deputati del Partito Sardo d'Azione e a vari esponenti di sinistra, il Gruppo Democratico di Sinistra. Fu inoltre sindaco di Nuoro dal 1957 al 1960, consigliere e presidente della provincia di Nuoro.
Morì a Nuoro il 19 marzo 1969.